# Die Wirtin

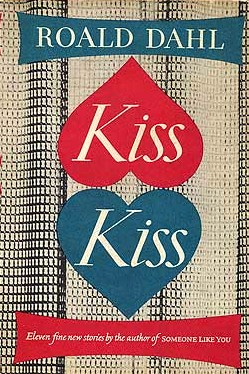
Kiss Kiss – Erstauflage von 1960

Die Wirtin ist eine Kurzgeschichte von Roald Dahl, die unter dem Originaltitel The Landlady erstmals im November 1959 in der amerikanischen Zeitschrift The New Yorker veröffentlicht wurde. Ihre erstmalige Veröffentlichung in einer Sammlung von Kurzgeschichten Roald Dahls erfolgte 1960 in Kiss Kiss. Die deutsche Übersetzung mit dem Titel Die Wirtin von Wolfheinrich von der Mülbe wurde 1966 in der Sammlung Küßchen, Küßchen! veröffentlicht. Die Kurzgeschichte hat nach wie vor einen hohen Bekanntheitsgrad und wird in der Schule häufig benutzt, um zu verdeutlichen, was ein offenes Ende ist.

## Inhaltsangabe
Der siebzehnjährige Billy Weaver macht seine ersten Berufserfahrungen. Zu Beginn der Geschichte befindet er sich auf einer geschäftlichen Reise und sucht in Bath eine Unterkunft. Von einem Schild, das „Zimmer mit Frühstück“ (Bed&Breakfast) verheißt, fühlt er sich fast magisch angezogen. Die nicht mehr ganz junge Wirtin wirkt sehr freundlich und ihr Haus sehr gemütlich. Sie hat zwei Haustiere, einen Papagei im Käfig und einen Dackel, der vor dem Kamin liegt. Die Wirtin, die einen seltsamen Geruch ausströmt, den Billy nicht zuordnen kann, bietet ihm Tee an. Während sie zusammen Tee trinken, plaudert die Wirtin mit Billy. Sie scheint erfreut zu hören, dass er noch so jung ist, auch seine Anatomie würdigt sie.  Sie erzählt auch über ihre letzten zwei Mieter, Mr. Temple und Mr. Mulholland. Wir erfahren, dass der eine in Billys Alter war, der andere etwas älter. Die Wirtin spricht von beiden in der Vergangenheit. Billy glaubt, die Namen schon einmal gehört zu haben, und zwar im selben Zusammenhang, möglicherweise aus der Zeitung. Gerade als Billy sich zu erinnern glaubt, dass Mr. Mulholland ein Etonschüler war, der eine Wanderung gemacht hatte, unterbricht ihn die Wirtin und behauptet „ihr“ Mr. Mulholland habe woanders studiert. Dass die Einträge der beiden Mieter im Gästebuch von vor zwei Jahren sind, scheint Billy nicht großartig zu beunruhigen, die Erkenntnis, dass der Papagei im Käfig ausgestopft ist, auch nicht. Erst als die Wirtin ihn darauf aufmerksam macht, dass auch der Dackel ausgestopft ist, zeigt er eine gewisse Regung. Zu seiner Verwunderung erfährt er, dass diese „ausgezeichnete Arbeit“ eines Präparators von der Wirtin selbst ausgeführt wurde. Sie erklärt, dass sie „alle ihre Lieblinge“ ausstopft. Zudem erfährt Billy, dass Mr. Temple und Mr. Mulholland niemals ausgezogen sind, sondern beide im dritten Stock „untergebracht“ sind. Der die ganze Geschichte hindurch als naiv dargestellte Billy lehnt eine weitere Tasse Tee ab, da das Getränk einen seltsamen Geschmack nach bitteren Mandeln hat, der ihm nicht zusagt. Die Wirtin erwähnt zum Schluss, dass sie seit Jahren schon keine Gäste gehabt hat. Außer Mr. Temple, Mr. Mulholland…und Billy.

## Offenes Ende?
Die Geschichte präsentiert ein typisches offenes Ende. Sie bricht ab, bevor der Leser erfährt, was für ein Schicksal Billy erwartet. Und doch sind genügend Hinweise gegeben, so dass es wenig Raum für Spekulation gibt. Die Wirtin ist eine Präparatorin, das erklärt auch ihren unheimlichen Geruch. Offenbar präpariert die Wirtin nicht nur Tiere, sondern auch Menschen. Mr. Temple und Mr. Mulholland „waren“ in einem bestimmten Alter, „sind“ jedoch im dritten Stock untergebracht (jedoch ist die Garderobe leer). Der Leser darf mit Recht annehmen, dass sie nicht mehr leben. Darauf, was mit den zwei Männern passiert ist, weisen die zwei ausgestopften Tiere hin.  Die Wirtin betrachtet Billy bereits während des Gesprächs wie ein Sammler, der auf der Jagd nach einem neuen, schönen Exemplar ist.  Der Geschmack und Geruch nach Bittermandeln ist den meisten Lesern von Kriminalgeschichten als für Zyanid (sehr giftige Salze der Blausäure) vertraut. Höchstwahrscheinlich hat die Wirtin Billy vergiftet und wird ihn ebenfalls präparieren. Die Tatsache, dass dies nicht explizit gesagt wird, gibt dem Leser die Möglichkeit, es sich selber auszumalen und sich entweder zu gruseln oder dem schwarzen Humor hinzugeben.

## Die Wirtin
Der Erzähler berichtet in der dritten Person, ausschließlich aus der Sicht von Billy. Doch der Titel lenkt die Aufmerksamkeit auf die Wirtin. Die bizarr charakterisierte Figur gibt Anlass zu vielen Interpretationen, wobei zwei Sichtweisen überwiegen:
1. Die Wirtin betreibt das Präparieren als Hobby. Menschen und Tiere scheinen für sie in gleicher Weise geeignet. Sie geht auf die gleiche Weise vor wie Menschen, die Schmetterlinge, Käfer, Vögel und ähnliches sammeln. Es geht ihr darum, möglichst viele faszinierende „Exemplare“ einzufangen und zu konservieren. Ob sie geistesgestört oder bei klarem Verstand ist, ist für diesen Interpretationsansatz unerheblich, er lässt beide Deutungen zu.
2. Die Wirtin ist eine psychisch kranke Frau, die an ihrer Einsamkeit leidet. Sie erträgt die Vorstellung nicht, dass ihre „Lieblinge“ (engl. „pets“, was sowohl Haustier als auch Liebling bedeuten kann) sie verlassen. Deshalb konserviert sie sie, so dass sie auf immer bei ihr bleiben.